# گویش رومانسکو
رومانسکو (ایتالیایی: Romanesco) یکی از گویش‌های ایتالیایی مرکزی است که در کلانشهر رم، به ویژه در هسته آن، گفتگو می‌شود. این گویش از نظر زبان‌شناسی به گویش توسکانی و ایتالیایی معیار نزدیک است، ولی با آن‌ها تفاوت‌های قابل توجهی دارد.